# 옥천 가산사 영정각 및 산신각
옥천 가산사 영정각 및 산신각(沃川 佳山寺 影幀閣 및 山神閣)는 충청북도 옥천군 안내면 답양리, 가산사에 있는 조선시대의 건축물이다. 2000년 12월 22일 충청북도의 기념물 제115호로 지정되었다.

## 개요
가산사는 임진왜란 때 기허 영규대사와 중봉 조헌 선생이 이곳에서 승군과 의병을 일으켜 훈련하였다 하여 호국도장으로 잘 알려져 있다. 영규대사와 조헌 선생은 힘을 합하여 청주성을 탈환하고 금산전투에서 왜군을 맞아 싸우다 순절하였다.
이에 가산사에서는 영정각을 짓고 영규대사와 조헌 선생의 영정을 봉안하였는데 지금은 위패만 모셔져 있다.
영정각 지붕에 있는 망와의 명문으로 보아 조선 숙종 20년에 건축된 것으로 추정되며, 건축의 형태는 정면 1칸, 측면 1칸 겹처마 맞배지붕 목조기와집으로 매우 작은 규모지만 원형이 잘 보존되어 있다. 산신각은 산신탱화를 봉안하기 위한 집으로 영정각과 같은 시기에 창건된 것으로 추정된다.

## 같이 보기
- 가산사

## 참고 자료
- 옥천 가산사 영정각 및 산신각 - 국가유산청 국가유산포털